# Račišće
Račišće (italsky Racischie) je vesnice a přímořské letovisko v Chorvatsku v Dubrovnicko-neretvanské župě, spadající pod opčinu města Korčula. Je jednou z mála samostatných vesnic nacházejících se na ostrově Korčula. V roce 2011 zde žilo celkem 432 obyvatel.